# Stroke-play
Pour les articles homonymes, voir Stroke.
La formule stroke-play (ou partie par coups), également appelée medal play, désigne une formule du jeu de golf dans laquelle le parcours s'accomplit en prenant en compte tous les coups joués auxquels on ajoute les éventuels coups de pénalité, du 1er trou jusqu'au 18e. Cette formule de calcul est utilisée pour quasiment toutes les compétitions des professionnels. Les exceptions les plus célèbres étant la Ryder Cup, qui se joue en match-play ou le Championnat du monde de match-play.
Le but du stroke-play est de faire le parcours en jouant le plus petit nombre de coups.
Les scores sont établis par rapport au « par » pour faciliter les comparaisons entre golfeurs. Sur tous les parcours de golf, on attribue un nombre fixe de coups à chaque trou. Les trous peuvent être des par 3, des par 4 ou des par 5. Sur les 18 trous d'un parcours, le nombre total de coups est de 70, 71 ou 72. La norme étant 72. A noter que lors des tournois professionnels, il arrive que l'on modifie le nombre de coups à jouer sur un trou ou deux afin de renforcer la difficulté. Ainsi, un trou habituellement joué en par 5 peut devenir un par 4 lors d'une compétition. 
Si un joueur joue le nombre de coups prévu, il est "dans le par". S'il réalise un coup de moins (un birdie), deux coups de moins (un eagle) ou trois coups de moins (un albatros) alors il est "sous le par". Inversement, avec un coup de plus (bogey) ou davantage, il joue alors "au-dessus du par". Ainsi, un joueur qui va réaliser 3 coups au-dessus du par (triple bogey), va voir son tableau de score à « +3 ». Le joueur qui a réalisé « 0 » a mieux joué que le joueur qui est à « +3 ». On additionne trou après trou les scores que l'on peut ramener au par. Et pour des compétitions sur plusieurs jours, il suffit d'additionner tous les scores. Ainsi si un joueur a réalisé « 0 », « +3 », « -1 » et « +2 », il aura au total joué « +4 ». 
Les coups de pénalité viennent s'ajouter au score. Par exemple un joueur qui, au départ, va rater sa mise en jeu et mettre sa balle dans l'eau aura un point de pénalité. Lorsqu'il va jouer pour la deuxième fois il jouera son troisième coup (1 coup de départ + 1 coup de pénalité + le coup qu'il joue).
L'affichage des scores se fait traditionnellement sur le leader board (ou panneau d'affichage) à l'aide chiffres noirs et de chiffres rouges. Un chiffre rouge indique que le joueur est sous le par, un chiffre noir qu'il est au-dessus du par.
Lors des tournois, si des participants arrivent à égalité après tous les tours, s'organise alors généralement un play-off (une ronde éliminatoire pour départager les joueurs ex aequo). Les modalités sont déterminées à l'avance et le play-off peut s'effectuer aussi bien sur un trou que sur un parcours complet. Si des joueurs sont encore à égalité à l'issue du play-off, le jeu continue souvent avec un format dit de la « mort subite », dans lequel le premier à gagner un trou remporte le tournoi. Parmi les 4 tournois majeurs du Grand Chelem de golf, le Masters a un play-off éliminatoire sur un trou, l'US Open sur 18 trous, le British Open sur 4 trous et l'USPGA sur 3 trous. En majorité, les tournois professionnels organisent les play-off sur un seul trou. Dans les tournois amateurs, on prend souvent en compte le meilleur score obtenu sur les neuf derniers trous (ou sur certains trous spécifiques) pour départager les égalités sans avoir à faire rejouer les joueurs. Là aussi ces modalités sont prévues à l'avance.
A noter qu'outre le stroke-play et la formule du match-play d'autres formules existent comme le stableford, le scramble ou le foursome. 